# Próchnilcowce
Próchnilcowce (Xylariales Nannf.) – rząd grzybów z klasy Sordariomycetes.

## Charakterystyka
Pasożyty i saprotrofy. Żyją na różnych częściach roślin, najczęściej na drewnie lub korze. Owocniki w postaci perytecjum, często rozwijającego się na podkładkach. Perytecja czarne, kuliste lub niemal kuliste, grubościenne, rozwijające się w tkankach rośliny. Posiadają otoczony peryfizami aparat apikalny z ujściem na brodawce. Worki cylindryczne, grubościenne z pierścieniem apikalnym, często amyloidalnym. Askospory zazwyczaj żółtawe lub hialinowe, z porą rostkową, często także otoczone śluzowatą warstewką.

## Systematyka i nazewnictwo
Pozycja w klasyfikacji według Index Fungorum
Xylariomycetidae, Sordariomycetes, Pezizomycotina, Ascomycota, Fungi.
Taksonomia
Według aktualizowanej klasyfikacji Index Fungorum bazującej na Dictionary of the Fungi do rzędu tego należą rodziny:
- Anungitiomycetaceae Crous 2019
- Apiosporaceae K.D. Hyde, J. Fröhl., Joanne E. Taylor & M.E. Barr 1998
- Barrmaeliaceae Voglmayr & Jaklitsch 2018
- Cainiaceae J.C. Krug 1978
- Castanediellaceae Hern.-Restr., Guarro & Crous 2017
- Clypeophysalosporaceae A. Giraldo & Crous 2017
- Coniocessiaceae Asgari & Zare 2011
- Diatrypaceae Nitschke 1869
- Fasciatisporaceae S.N. Zhang, J.K. Liu & K.D. Hyde 2020
- Graphostromataceae M.E. Barr, J.D. Rogers & Y.M. Ju 1993
- Gyrotrichaceae Hern.-Restr. & Crous 2022
- Hyponectriaceae Petr. 1923
- Hypoxylaceae DC. 1805
- Induratiaceae Samarak., Thongbai, K.D. Hyde & M. Stadler 2020
- Iodosphaeriaceae O. Hilber 2002
- Leptosilliaceae Voglmayr & Jaklitsch 2019
- Lopadostomataceae Daranag. & K.D. Hyde 2015
- Melogrammataceae G. Winter 1886
- Microdochiaceae Hern.-Restr., Crous & J.Z. Groenew. 2015
- Nothodactylariaceae Crous 2019
- Oxydothidaceae S. Konta & K.D. Hyde 2016
- Pseudomassariaceae Senanayake, Maharach. & K.D. Hyde 2015
- Pseudosporidesmiaceae Crous 2017
- Robillardaceae Crous 2015
- Vialaeaceae P.F. Cannon 1995
- Xyladictyochaetaceae Crous & Hern.-Restr. 2018
- Xylariaceae Tul. & C. Tul. 1863 – próchnilcowate
- Zygosporiaceae J.F. Li, Phookamsak & K.D. Hyde 2017
- rodziny Incertae sedis[2].

Nazwy naukowe na podstawie Index Fungorum.